# Сакалава
Сакалава (малаг. Sakalava) — субэтнос Мадагаскара, приблизительно насчитывающий 700 000 человек. Представители сакалава населяют западное побережье острова от города Тулиара на юге до реки Самбирану на севере. Сакалава в древности представляли собой ряд различных этнических общностей в составе империи (Сакалавского королевства) и по существу не могут считаться цельной этнической группой. Среди населения Мадагаскара сакалава отличаются наиболее выраженными негроидными чертами. В субэтнос сакалава входят также везу, микеа и масикуру.

## История
У сакалава в XIV—XIX веках существовало три государства: сначала Фихеренана (Fiherenana, ныне Тулиара) (ок. 1300—1680), а затем Менабе (ок. 1680—1837) и Буйна (ок. 1680—1846).
Во времена Средневековья, когда предводители различных поселений острова начали распространять свою власть через торговые связи с соседями Мадагаскара в Индийском океане, сакалавские вожди Менабе (нынешняя территория города Мурундава) составляли их основную силу. Влияние сакалава распространилось на территории, занимаемые в наше время бывшими провинциями Анциранана, Махадзанга и Тулиара. Но в связи с прекращением арабской работорговли и британским владычеством в Индийском океане сакалава начали уступать свою власть набирающим силу имерина.
Согласно местному преданию, основателями Сакалавского королевства были Марусерана («те, кто владеют многими портами») — принцы из Фихеренана. Это выходцы из общин кланов Зафираминия (сынов Рамини) в юго-западной части острова, которых многие считают представителями европеоидной расы, вероятно арабского происхождения. Они первыми вступили в контакт с европейскими работорговцами, от которых заимствовали оружие, в основном в обмен на рабов. Им легко удалось подчинить соседних правителей, начиная с южных земель, в районе плато Махафали. Истинным учредителем сакалавского владычества считают Андриамисара, его сын Андриандахифуци («Белый Принц») впоследствии распространил власть королевства на север. Двое его сыновей, Андриаманетиариву и Андриамандисуариву, ещё дальше раширили границы своих владений вплоть до района Цунгаи (Tsongay, ныне Махадзанга).
Примерно в это же время единство державы сакалава оказывается под угрозой, что в итоге приводит к образованию двух царств: Южного (Менабе) и Северного (Буйна). Последующие расколы вылились в образование Антанкараны.
Исторический путь сакалавских царств объясняет многообразие их жителей, которые продолжают следовать местными обычаям, придерживаясь исконных культурных и языковых норм. Единственным объединяющим фактором различных сакалавских диалектов служит их общее родство с западной подгруппой малагасийского языка, что отделяет их от диалектов центральных областей и регионов востока.
Войны королевства Имерина под предводительством правителя Радама I с королевствами западного побережья Мадагаскара окончились установлением хрупкого мира через его брак с дочерью царя Менабе. Хотя Имерине так и не удалось захватить хорошо укрепленные столицы сакалава — Менабе и Буйна, сакалава уже не представляли угрозы властям Высокого плато до начала французской колонизации острова в 1896 году.

## Происхождение названия
Происхождение самого слова «сакалава» служит предметом споров и дискуссий, как собственно и его значение. Традиционно название переводят с малагасийского как «длинные долины» или «длинные овраги», что соответствует плоскому рельефу западного побережья; кроме того, корень saka в его значении «собранные плоды» сравнивают с этнонимом другой группы малагасийцев — антайсака, а также со словом sakafo «еда; приготовленная пища» с участием корня afo «огонь». Возможно также, оно образовано от араб. صقالبة‎ «сакалиба», которое, в свою очередь, произошло от лат. esclavus, что означает «раб». В сказаниях имерина упоминаются нападения сакалава на их деревни в XVII—XVIII веках. Хотя, сложно установить, имели ли они непосредственную связь с береговым населением царств сакалава. Похоже, как и во многих подобных случаях, термин был использован для общего описания всех подвижных племён на неплотно заселенных территориях между областью имерина и западным побережьем острова Мадагаскар.

## Религия
Согласно верованиям племени сакалава, мир был создан двумя богами: всё доброе — Занахари, всё злое — Ньянгой. Своих мёртвых сакалава помещают в каменные склепы.

## Правители (вуламена) сакалава
Царство Фихеренана (ок. 1300—1680)
- Андрианалимбе (ок. 1320)
- Андриамахазаули (ок. 1350)

…
- Андриамисара (ок. 1527)
- Андриамандресиарива (ок. 1580)

…
- Андриандахифуци (ок. 1650—1680)

распад на мелкие владения (ок. 1680)
Царство Менабе (ок. 1680—1837)
1. Андриаманетриариву (ок. 1680—1700)
2 — 5. неизвестные по имена цари (ок. 1700—1790)
6. Андрианцуариву (Миакала) (ок. 1790—1807)
7. Рамитраху, сын (1807—1834)
8. Райнаса, сын (1834)
9. Келисамбаи (формально 1834—1837)
присоединение к Мадагаскару (1837)
Царство Буйна (ок. 1680—1846)
1. Андриамандисуариву (ок. 1680—1710)
2. Андрианамбуниариву, сын (ок. 1710—1730)
3. Андриамахатиндриариву, сын (ок. 1730—1760)
4. Андрианахилици, брат (ок. 1760—1767)
5. Андрианивениариву, брат (1767—1770, соправитель с 1760)
6. Андрианихуатра, брат (1770—1771)
7. Андрианкениариву, племянник (1771—1777)
8. Андрианарагниариву, мать (1777—1778)
9. Тумбула, сестра (1778)
10. Равахини, внучка 4 (1778—1808)
11. Цималуму, внук (1808—1821)
12. Андрианцули, племянник (1821—1832, 1840—1846)
13. Уантици (1832—1836, регент с 1828)
14. Циумеку (1836—1840)
присоединение к Мадагаскару (1846)

## Известные сакалавийцы
- Дзодзуби[англ.] (род. 1955) — певец, известный как «Король салеги[англ.]»
- Филибер Циранана (1912—1978) — первый президент Мадагаскара.